# El Eco de la Construcción
El Eco de la Construcción fue una revista quincenal ilustrada, órgano defensor de los intereses de la patronal de la construcción unida en torno a la Sociedad Central de Aparejadores y Maestros de la Construcción de Madrid, indicando en su cabecera que es el «periódico de los Maestros que concurren a la construcción y reparación de edificios en sus distintos ramos».

## Historia
Comenzó a publicarse el seis de mayo de 1908 y fue dirigida por el destacado marmolista e industrial cantero, además de restaurador de edificios monumentales, Faustino Nicoli Nizza, que llegará a ser más tarde alcalde interino de Madrid en 1923, en el momento en el que la dictadura primoriverista disuelve los ayuntamientos españoles. Como miembro del Partido Liberal, Nicoli será también, en 1908, primer teniente de alcalde y vicepresidente de la Comisión de Obras del Ayuntamiento de Madrid.

## Contenido
La publicación dedicará especial atención, a través sobre todo de los artículos de su director, a cuestiones legislativas y reformas sociales, como las leyes de trabajo, del descanso dominical y, especialmente, la de accidentes de trabajo, así como a las sucesivas huelgas y conflictos obreros que se planteaban en el sector de la construcción. Pero también es una de las revistas especializadas que ven la luz al comienzo del siglo veinte centradas asimismo en la información arquitectónica y en asuntos técnicos y profesionales de la construcción.
Además de artículos doctrinales o técnicos, cuenta con las secciones de Solicitudes de licencias, que después titulará Municipalerías; Subastas y concursos, y Bibliografía. También dará amplia información de los acuerdos de la Sociedad Central de Aparejadores y de La Previsión, la sociedad mutua de accidentes de esta patronal. Inserta asimismo reseñas de las principales obras que se proyectan o ejecutan en España, que van acompañadas a veces de fotografías.
Tuvo enfrente a El Trabajo, la publicación sindical que se editaba esos años como órgano de la Sociedad de Obreros Albañiles. El último número de la colección de la Biblioteca Nacional de España corresponde al uno de abril de 1913, desconociéndose si siguió publicándose, aunque fue continuada por El Eco Patronal (1922-1936), órgano de la federación de empresarios madrileños y más tarde de la confederación española.